# Krasnojarská přehradní nádrž
Krasnojarská přehradní nádrž (rusky Красноярское водохранилище) je přehradní nádrž nad Krasnojarskem na území Krasnojarského kraje v Rusku. Má rozlohu 2000 km². Je 388 km dlouhá a maximálně 15 km široká. Průměrná hloubka je 36,6 m a maximální u hráze 105 m. Má objem 73,3 km³. Dolní část nádrže u hráze má charakter široké řeky v hlubokém říčním údolí, střední část je širší (do 10 km) a je dlouhá 300 km a horní část je relativně mělká a široká do 15 km. V dolinách přítoků Jeniseje (Derbina, Sisim, Syda, Tuba) vznikly velké zálivy.

## Vodní režim
Nádrž na řece Jeniseji za přehradní hrází Krasnojarské vodní elektrárny byla naplněna v letech 1967-70. Úroveň hladiny kolísá v rozsahu 18 m. Reguluje sezónní kolísání průtoku. Využívá se pro energetiku a vodní dopravu. Díky zvednutí hladiny, propustím a prohloubení dna na peřejích a postavení plavebního zdvihadla byla zprovozněna lodní trasa od města Minusinsk až k ústí Jeniseje. Je zde rozvinuté rybářství (cejni, jelci, štiky, peledě). U hráze leží město Divnogorsk a u přehrady města Abakan, Minusinsk a vesnice Usť-Abakan.